# Cheirocerus
Cheirocerus is een geslacht van straalvinnige vissen uit de familie van de antennemeervallen (Pimelodidae).

## Soorten
- Cheirocerus abuelo (Schultz, 1944)
- Cheirocerus eques Eigenmann, 1917
- Cheirocerus goeldii (Steindachner, 1908)